# Ihar Mihajlavics Baszinszki
Ihar Mihajlavics Baszinszki, belaruszul: Ігар Міхайлавіч Басінскі, oroszul: Игорь Михайлович Басинский (Grodno, 1963. április 11. –) olimpiai ezüst- és bronzérmes szovjet-fehérorosz sportlövő.

## Pályafutása
Négy olimpián vett részt. 1988-ban Szöulban szovjet színekben indult és légpisztolyban ötödik helyezett, szabadpisztolyban bronzérmes lett. Az 1996-os atlantai olimpián már Fehéroroszország képviseletében versenyzett. Légpisztolyban hetedik helyezett, szabadpisztolyban ezüstérmes lett. A 2000-es Sydney-i játékokon szerepelt a legsikeresebben. Szabadpisztolyban ezüst-, légpisztolyban bronzérmet nyert. Utolsó olimpiáján 2004-ben Athénban légpisztolyban a 11., szabadpisztolyban a 15. helyen végzett.
1981 és 1998 között a világbajnokságokon hat arany-, három ezüst- és hét bronzérmet szerzett.

## Sikerei, díjai
- Olimpiai játékok
  - ezüstérmes (2): 1996, Atlanta, 2000, Sydney (szabadpisztoly)
  - bronzérmes (2): 1988, Szöul (szabadpisztoly), 2000 Sydney (légpisztoly)
- Világbajnokság
  - aranyérmes (6): 1986 (5), 1990
  - ezüstérmes (3): 1986, 1990, 1998
  - bronzérmes (7): 1981, 1986 (2), 1998 (4)